# 코바 공항
코바 공항(영어: Cobar Airport)은 오스트레일리아 뉴사우스웨일스주에 위치한 공항으로 국내선 노선만 운항하고 있으며 에어링크가 두보 공항을 잇는 국내선을 운항했으나 2008년 12월 끝으로 운항이 중단되었고 캔버라 국제공항 거점을 둔 브린다밸라 항공이 시드니 공항에 취항하면서 현재는 소형 비행기만 운항하고 있다.

## 운항 노선

### 국내선
| 항공사          | 목적지 |
| --------------- | ------ |
| 브린다밸라 항공 | 시드니 |